# Costus viridis
Costus viridis är en enhjärtbladig växtart som beskrevs av Shao Quan Tong. Costus viridis ingår i släktet Costus och familjen Costaceae. Inga underarter finns listade.